# José Cañas Ruiz-Herrera
Pour les articles homonymes, voir Cañas.
José Alberto Cañas Ruiz-Herrera est un footballeur espagnol, né le 27 mai 1987 à Jerez de la Frontera. Il évolue au poste de milieu défensif à l'Étoile rouge de Belgrade.

## Biographie
En fin de contrat avec le Betis Séville, il rejoint en avril le club de Swansea City pour un transfert effectif au 1er juillet,.
Le 1er septembre 2014, il rejoint l'Espanyol de Barcelone.

## Palmarès
- Betis Séville
  - Vainqueur du Championnat d'Espagne D2 en 2011.
- PAOK Salonique
  - Championnat de Grèce : champion en 2019.
  - Vainqueur de la Coupe de Grèce en 2017, 2018 et 2019.
- Étoile rouge de Belgrade
  - Vainqueur du Championnat de Serbie en 2020.

## Statistiques
| Saison    | Club              | Pays               | Championnat        | Coupes nationales | Coupes d'Europe |
| --------- | ----------------- | ------------------ | ------------------ | ----------------- | --------------- |
| 2007-2008 | Betis Séville 'B' | Segunda Division-B | 19 matchs          | -                 | -               |
| 2008-2009 | Betis Séville 'B' | Segunda Division-B | 26 matchs / 1 but  | -                 | -               |
| 2008-2009 | Betis Séville     | Liga BBVA          | 2 matchs           | -                 | -               |
| 2009-2010 | Betis Séville 'B' | Segunda Division-B | 34 matchs / 3 buts | -                 | -               |
| 2010-2011 | Betis Séville     | Liga Adelante      | 15 matchs          | 2 matchs          | -               |
| 2011-2012 | Betis Séville     | Liga BBVA          | 22 matchs          | 2 matchs          | -               |
| 2012-2013 | Betis Séville     | Liga BBVA          | 27 matchs          | 2 matchs          | -               |

Dernière mise à jour le 20 mai 2013